# Museu Nacional de Etnografia de Nampula

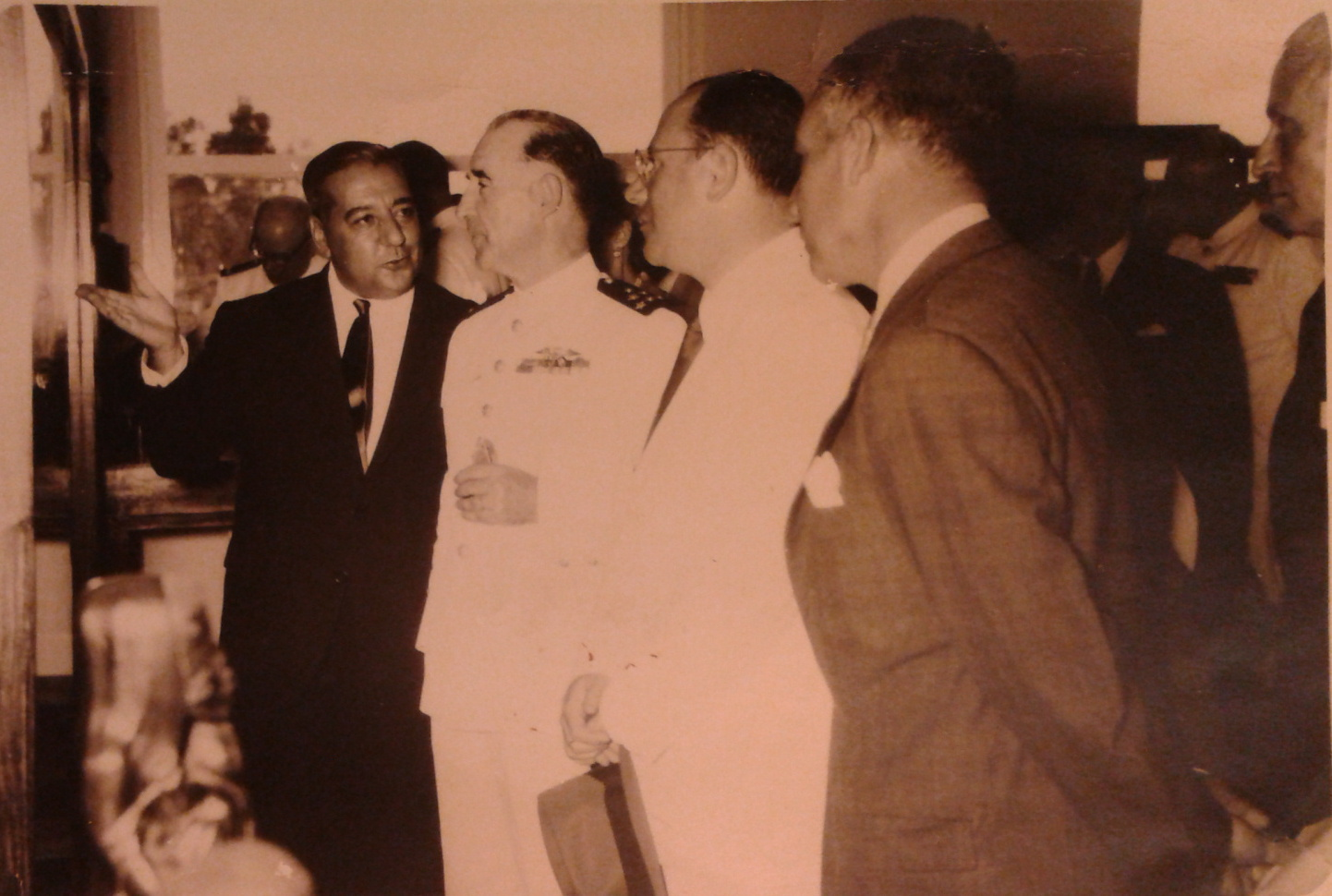
Inauguração do museu com Soares de Castro, Craveiro Lopes e Raul Ventura

O Museu Nacional de Etnografia, abreviado como MUSET, e localizado na cidade de Nampula, é uma instituição pública cujo objectivo é mostrar aspectos materiais da cultura moçambicana.
O museu apresenta uma vasta colecção de artefactos e objectos que retratam a vida quotidiana e a cultura de todo o país mas especialmente do Norte de Moçambique, como armas de caça, redes de pescadores, um pequeno dhow, instrumentos musicais e arte maconde, entre outros.

## Breve Historial
O museu foi inaugurado em 23 de Agosto de 1956 pelo general Craveiro Lopes, o presidente da República Portuguesa, e recebeu o nome de Museu Regional Comandante Eugénio Ferreira de Almeida, o então governador do distrito de Nampula, inauguração que ocorreu no dia seguinte à elevação de Nampula a cidade.
O edifício foi projetado pelo arquitecto Mário de Oliveira. O principal impulsionador do museu foi o etnógrafo Soares de Castro, que conseguiu mobilizar os governantes locais para a realização do projeto, que foi o único concretizado dos três museus regionais então planeados (os outros eram no  sul e centro). Na fase colonial o museu tinha secções, de história, arqueologia, mineralogia, cinegética e numismática.
O museu viveu com dificuldades financeiras e técnicas mesmo antes da independência, e acabou por encerrar em 1981 devido à falta de quadros profissionais e à guerra civil. Reabriu em 25 de Junho de 1993 como um museu nacional de vocação etnográfica. Apesar do seu acervo ter beneficiado de campanhas de recolha de património cultural, apoiada por antropólogos franceses,, ele continuou a privilegiar a região norte do país. Os problemas financeiros têm sido constantes, com impacto negativo na manutenção das infraestruturas e na investigação e colecta de artefactos.

### Vista interior

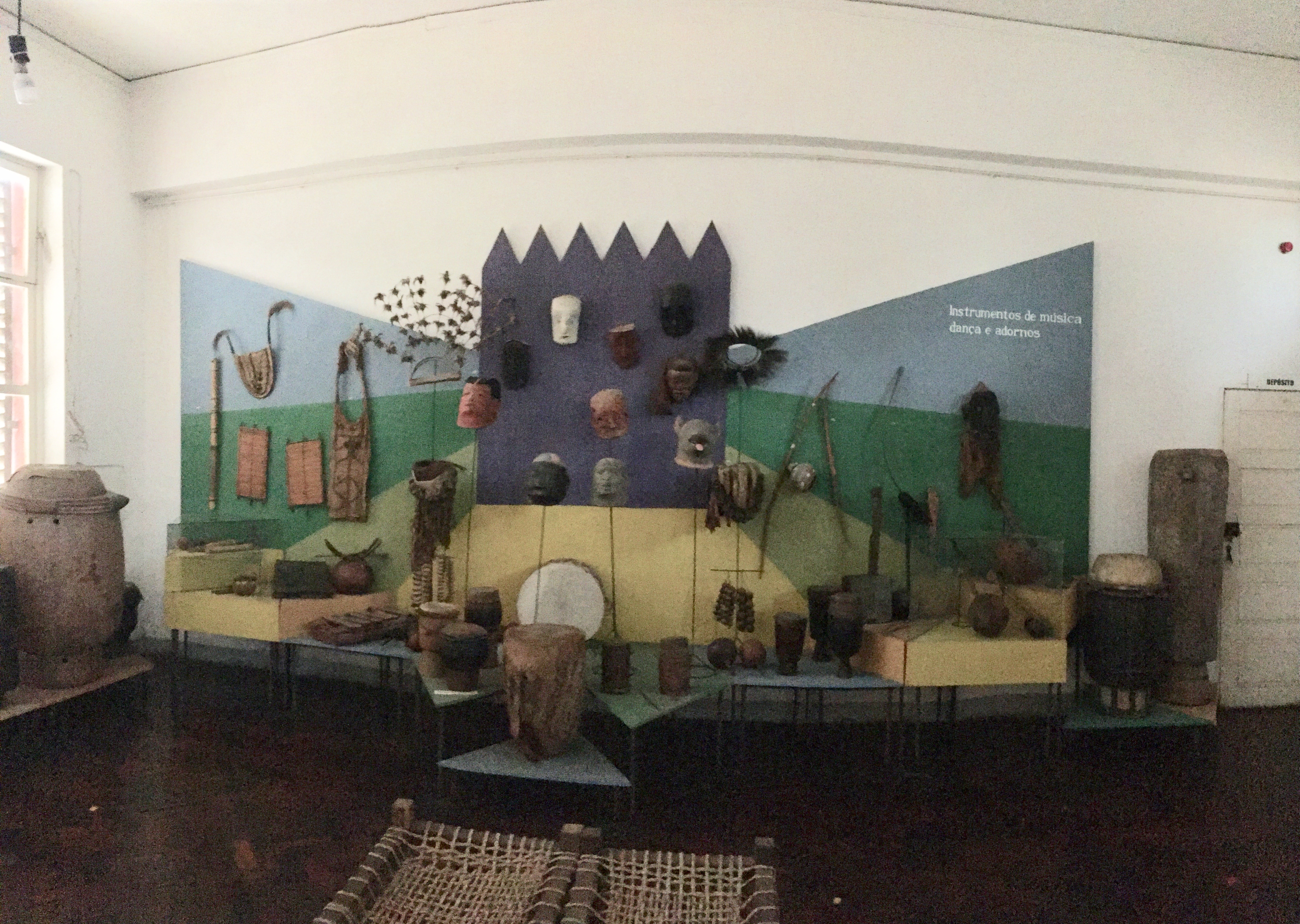
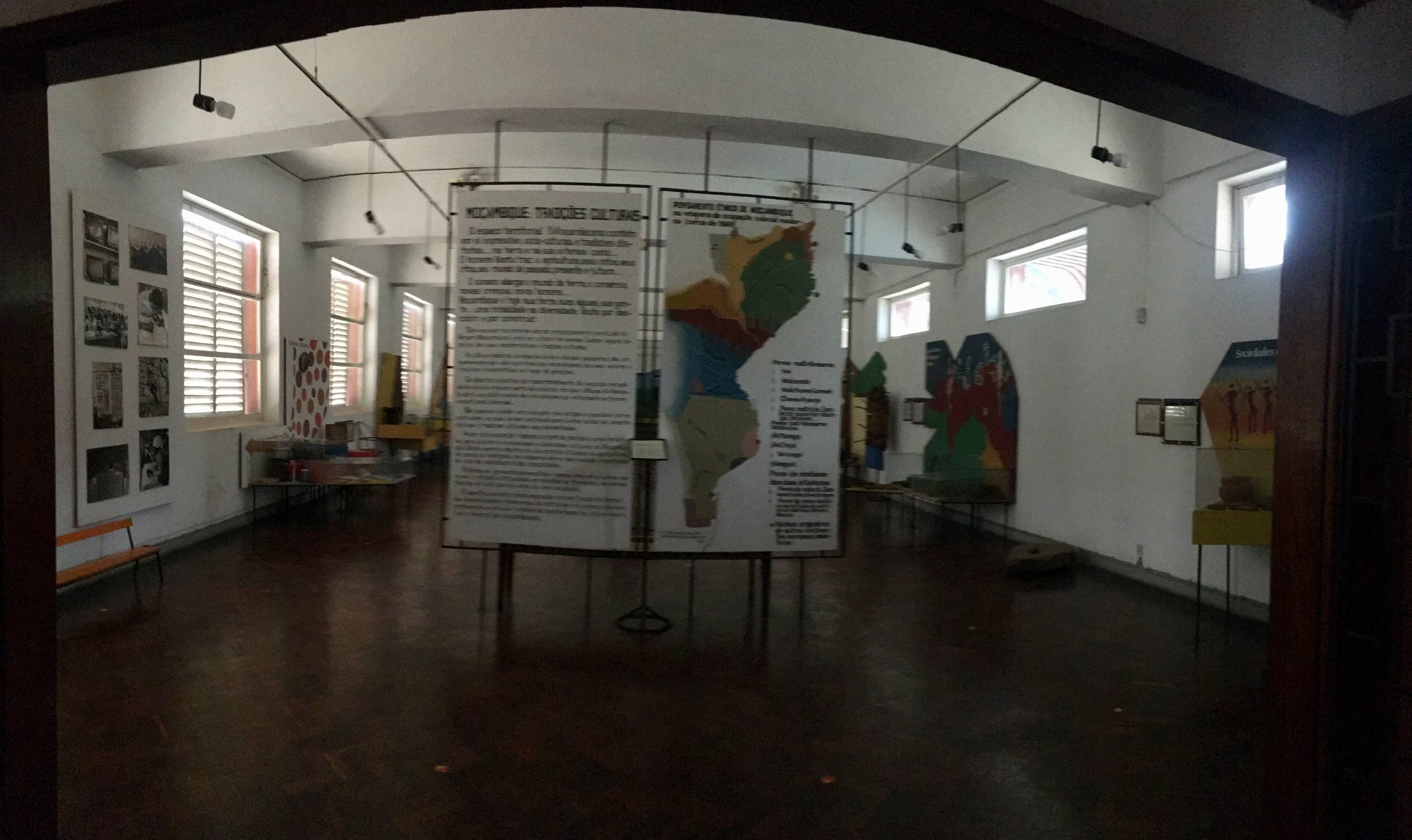
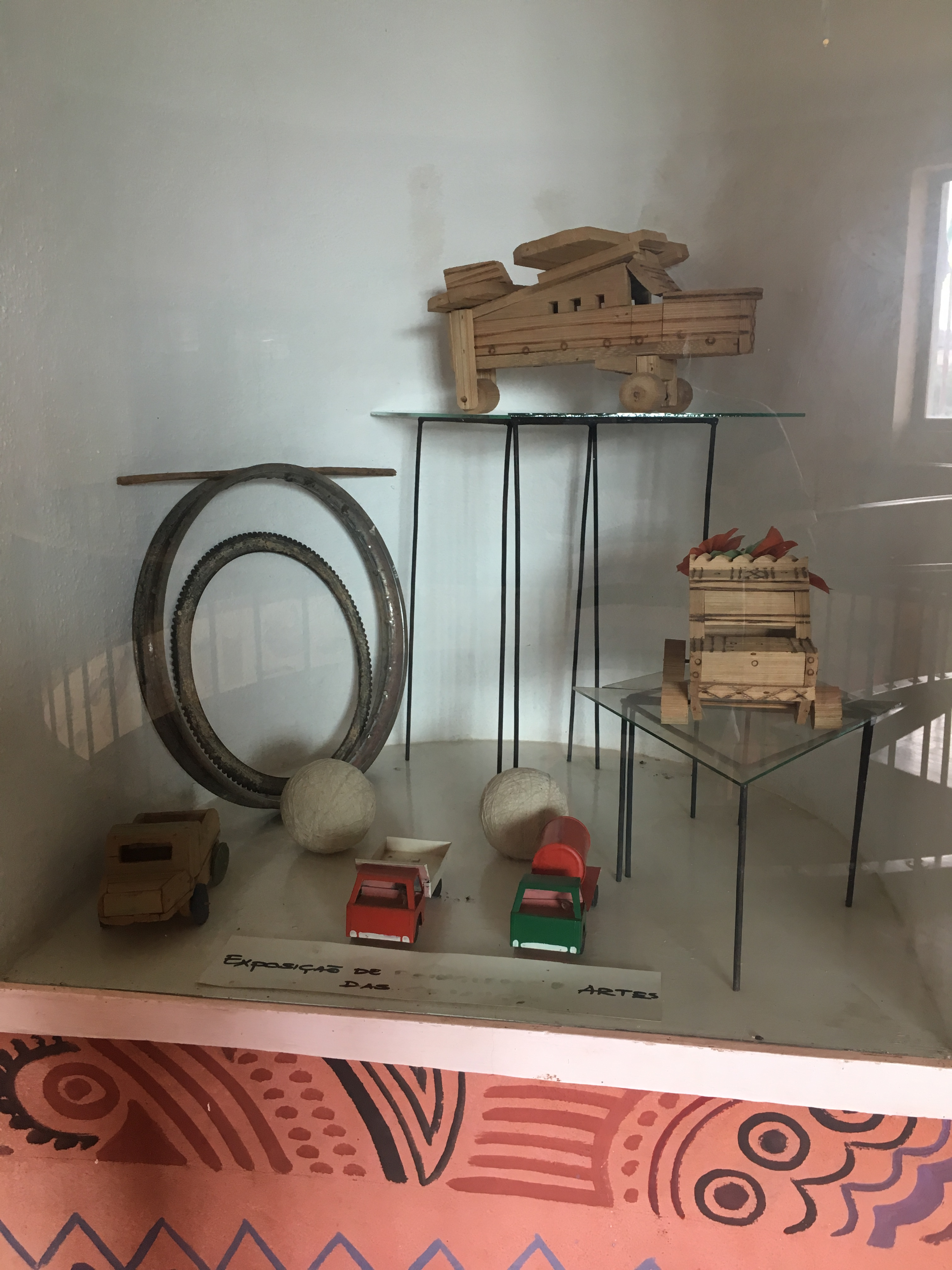
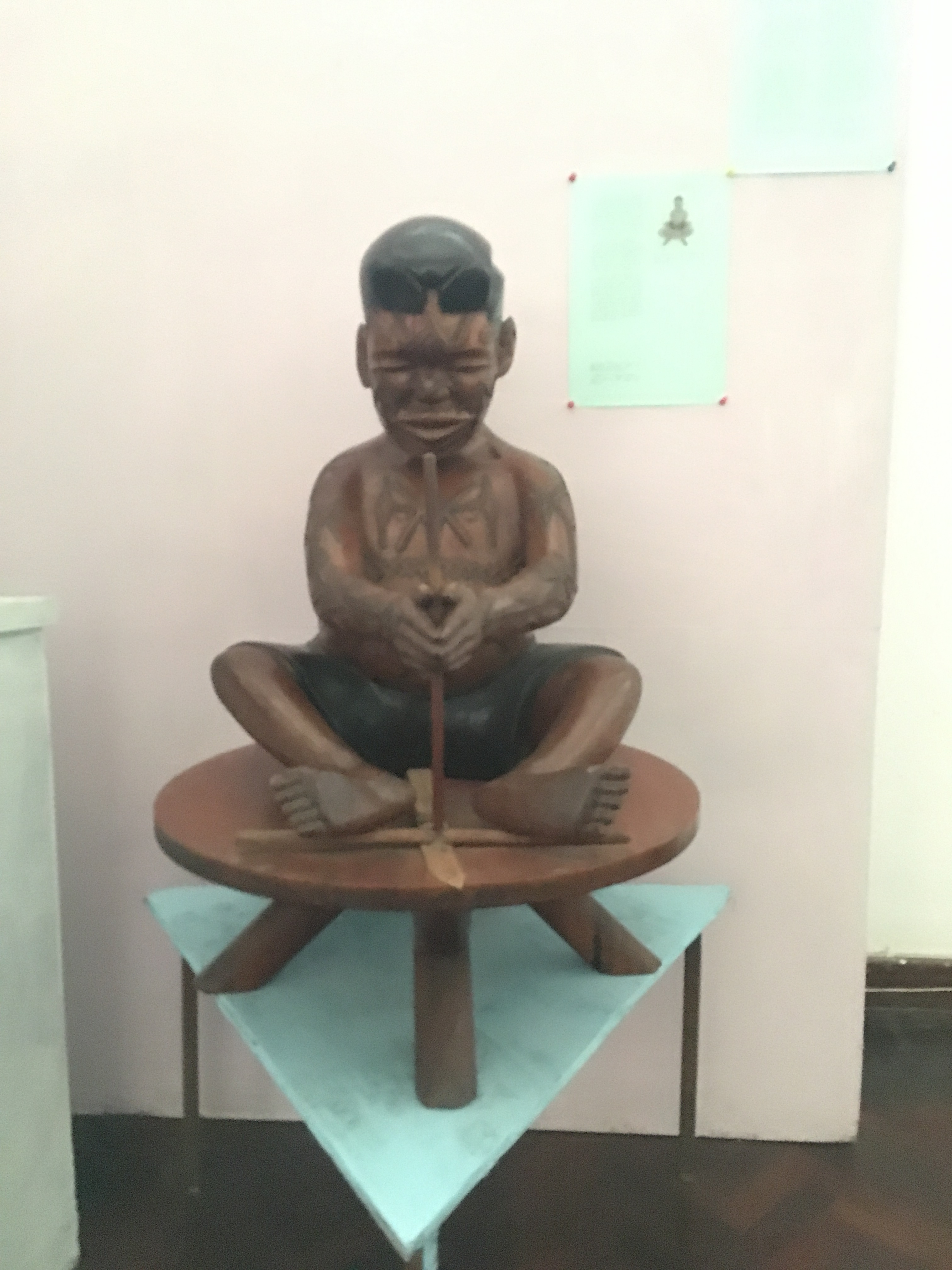
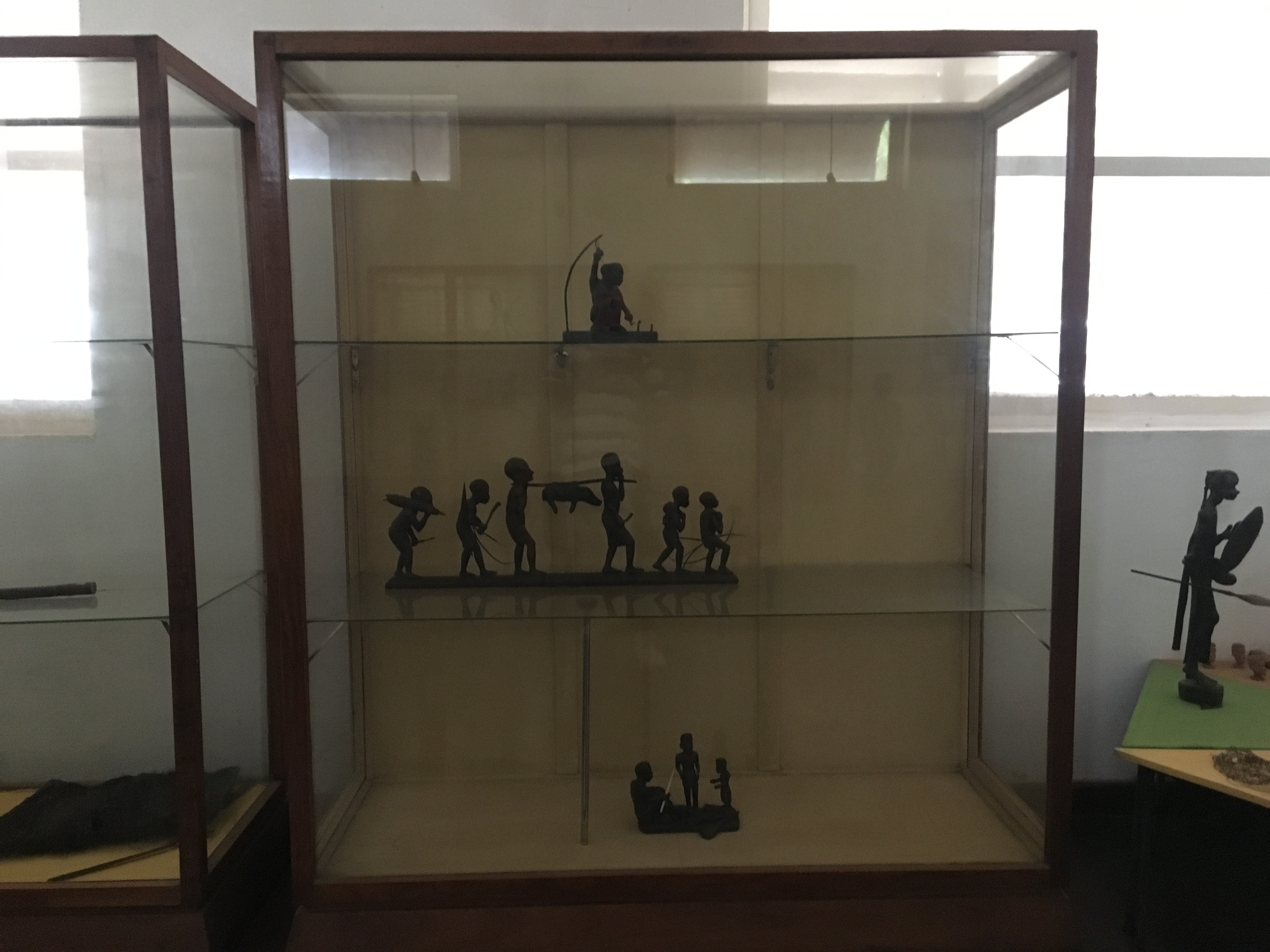
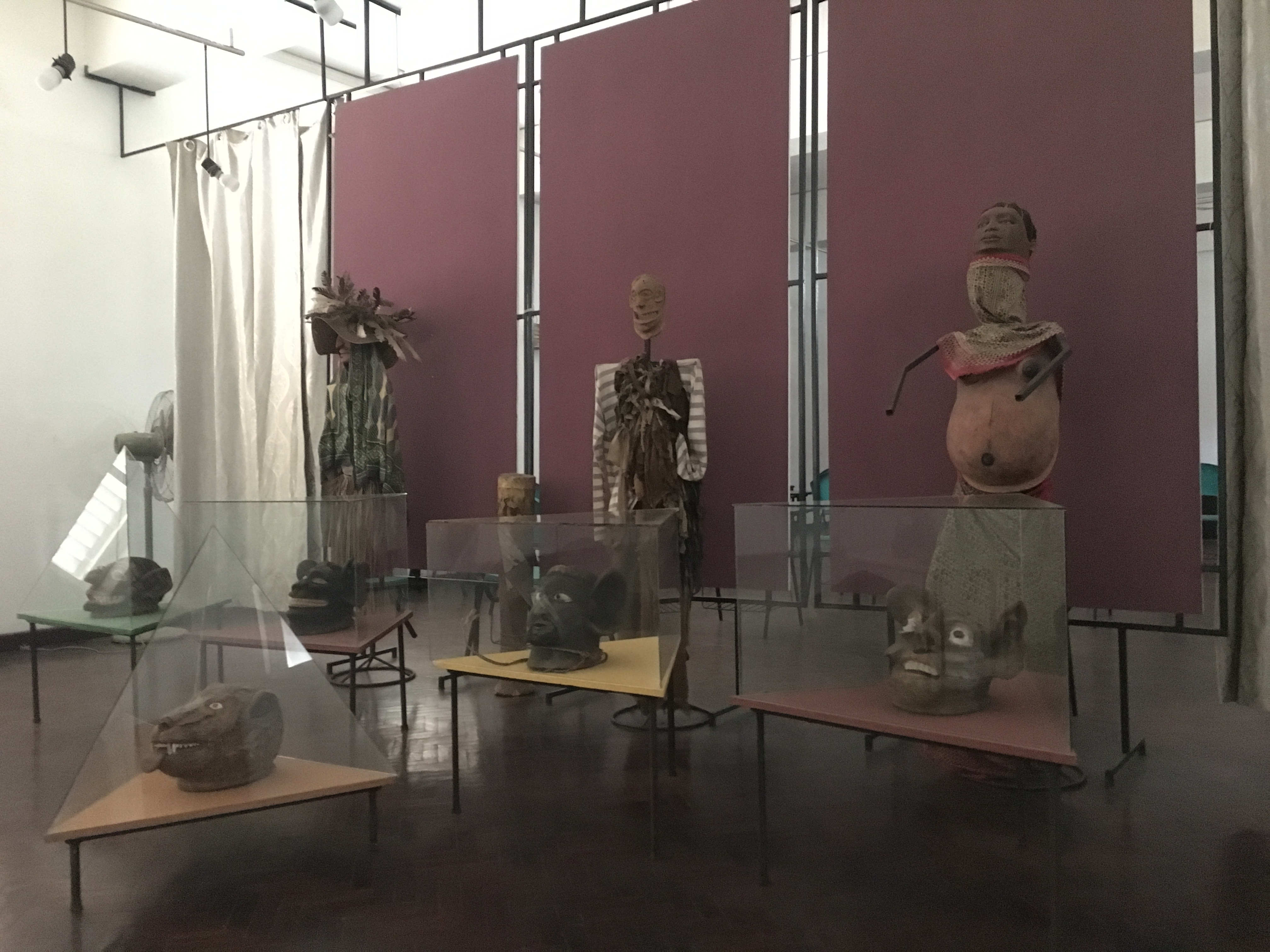
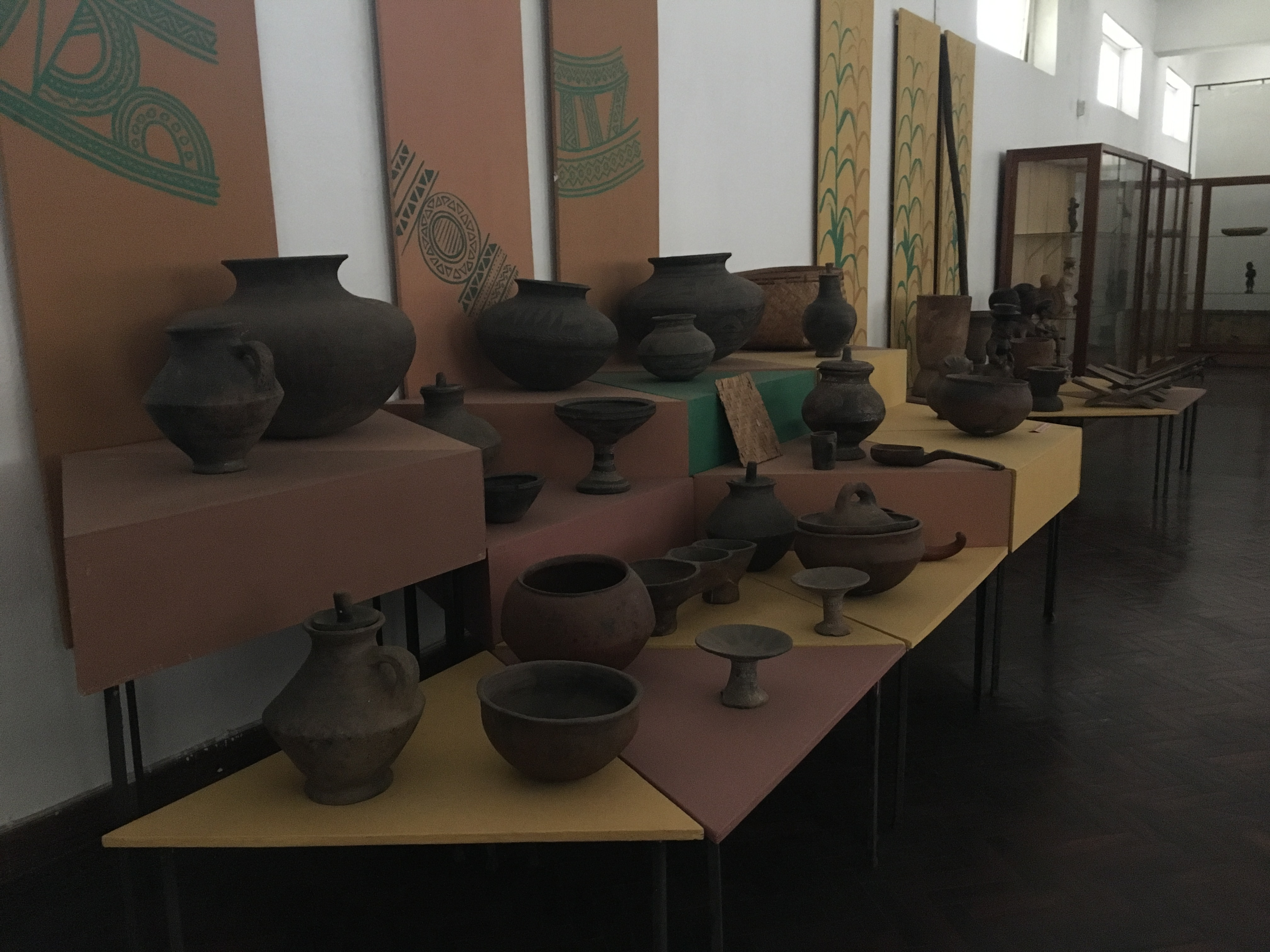